# Osvaldo Moles
Osvaldo Moles (Santos, 14 marzo 1913 – San Paolo, 14 maggio 1967) è stato un giornalista, conduttore radiofonico e paroliere brasiliano.

## Biografia
Nato a Santos nel 1913 da famiglia di origine italiana, si trasferì con i suoi genitori a San Paolo. Ebbe molto presto una relazione con quella che divenne sua moglie, Anita Ramos.;
Incontrò i modernisti e iniziò la sua carriera di giornalista al Diário Nacional. Influenzato dai viaggi etnografici di Mário de Andrade, viaggiò nel nord-est del paese, andando a vivere a Salvador da Bahia. Tornato a San Paolo, scrisse per il Correio Paulistano.

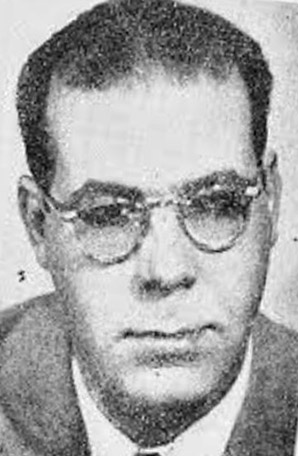
Osvaldo Moles nel 1950

Nel 1937 partecipò alla fondazione di PRG-2 Rádio Tupi a San Paolo e nel 1941, su invito di Otávio Gabus Mendes, iniziò a lavorare alla PRB-9 Rádio Record, dove conobbe Adoniran Barbosa. Negli anni '40, la stampa di San Paolo gli diede il soprannome di "milionario creatore di programmi" e "milionario creatore di generi" a Barbosa.
Nel 1967 si suicidò ma la stampa, com'era abitudine durante il regime militare, ignorò questo fatto. Secondo alcune voci era indebitato e aveva problemi di alcolismo, il che è impreciso. Il silenzio della stampa contribuisce all'ostracismo del suo lavoro ancora oggi.

## Premi e riconoscimenti
- 1950 - Troféu Roquette Pinto - Programador / Roquette Pinto - Redator Humorístico
- 1952 - Prêmio Saci de Cinema - Melhor Argumento / Roquette Pinto - Programador Popular
- 1953 - Prêmio Governador do Estado - por Roteiro de "Simão, o caolho"
- 1955 - Troféu Roquette Pinto - Programador Geral / Os melhores paulistas de 55 - Manchete RJ, Categoria Rádio.
- 1956 - Troféu Roquette Pinto - Programador Geral
- 1957 - Prog. Alegria dos Bairros de J. Rosemberg - 04/08/1957 - Produtor Rádio Record / PRF3-TV Os Melhores da Semana, homenagem dos revendedores Walita
- 1958 - "Tupiniquim" - Produtor / Dr. Paulo Machado de Carvalho - Associação Paulista de Propaganda - Melhor programa.
- 1959 Revista RM Prêmio Octávio Gabus Mendes – Produtor (Rádio) / Grau de Comendador da Honorífica Ordem Acadêmica de São Francisco / "Tupiniquim" - Prod. Rádio / Troféu Roquette Pinto - Prog. Hum. Rádio / Diploma de Burro Faculdade São Francisco
- 1960 - Troféu Roquette Pinto - Especial
- 1964 - Jubileu de Prata (Associação dos profissionais de imprensa de São Paulo in occasione del loro 25º anniversario)